# Eisenbahnbrückenbunker Jonava

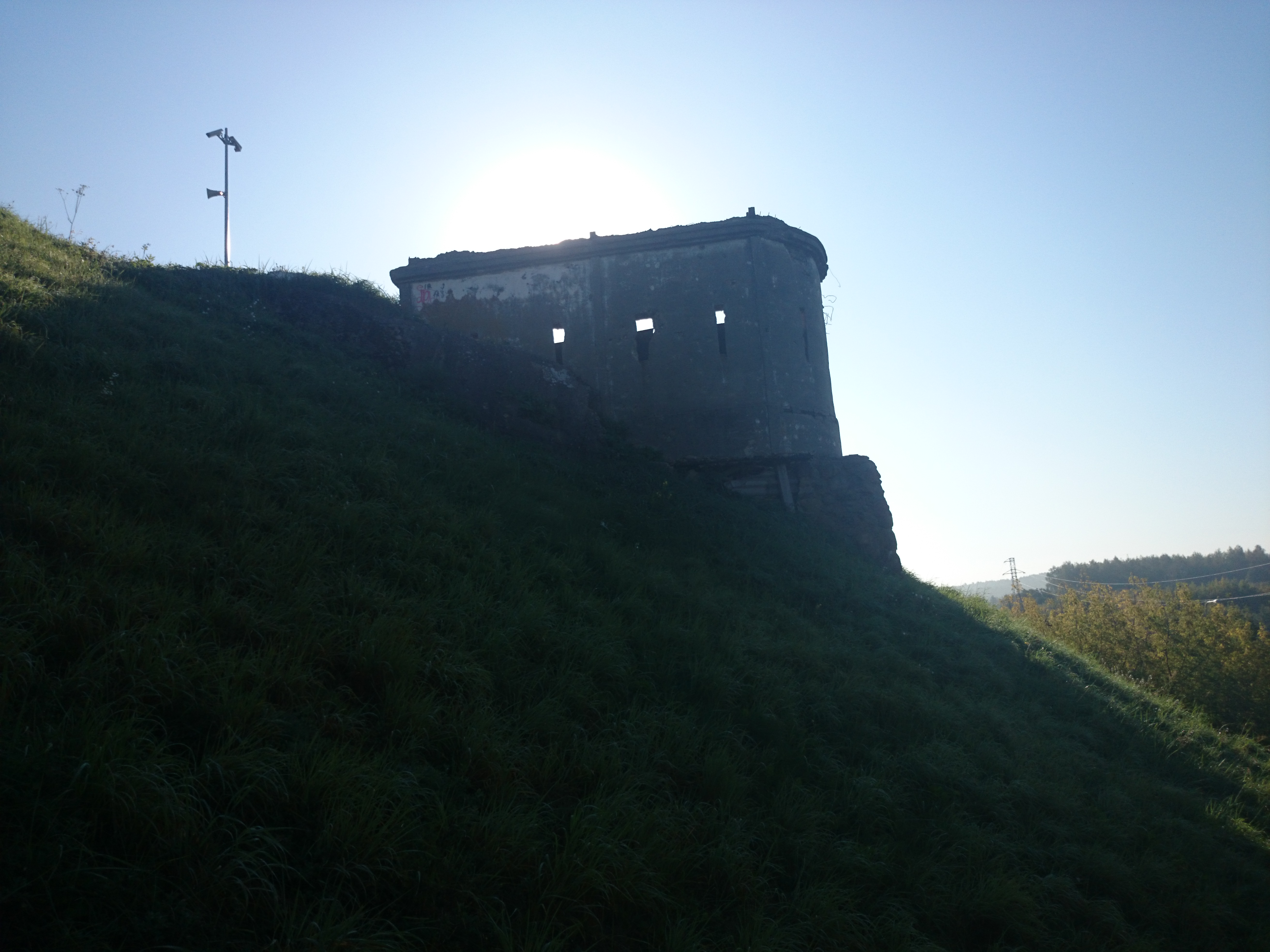
Bunker

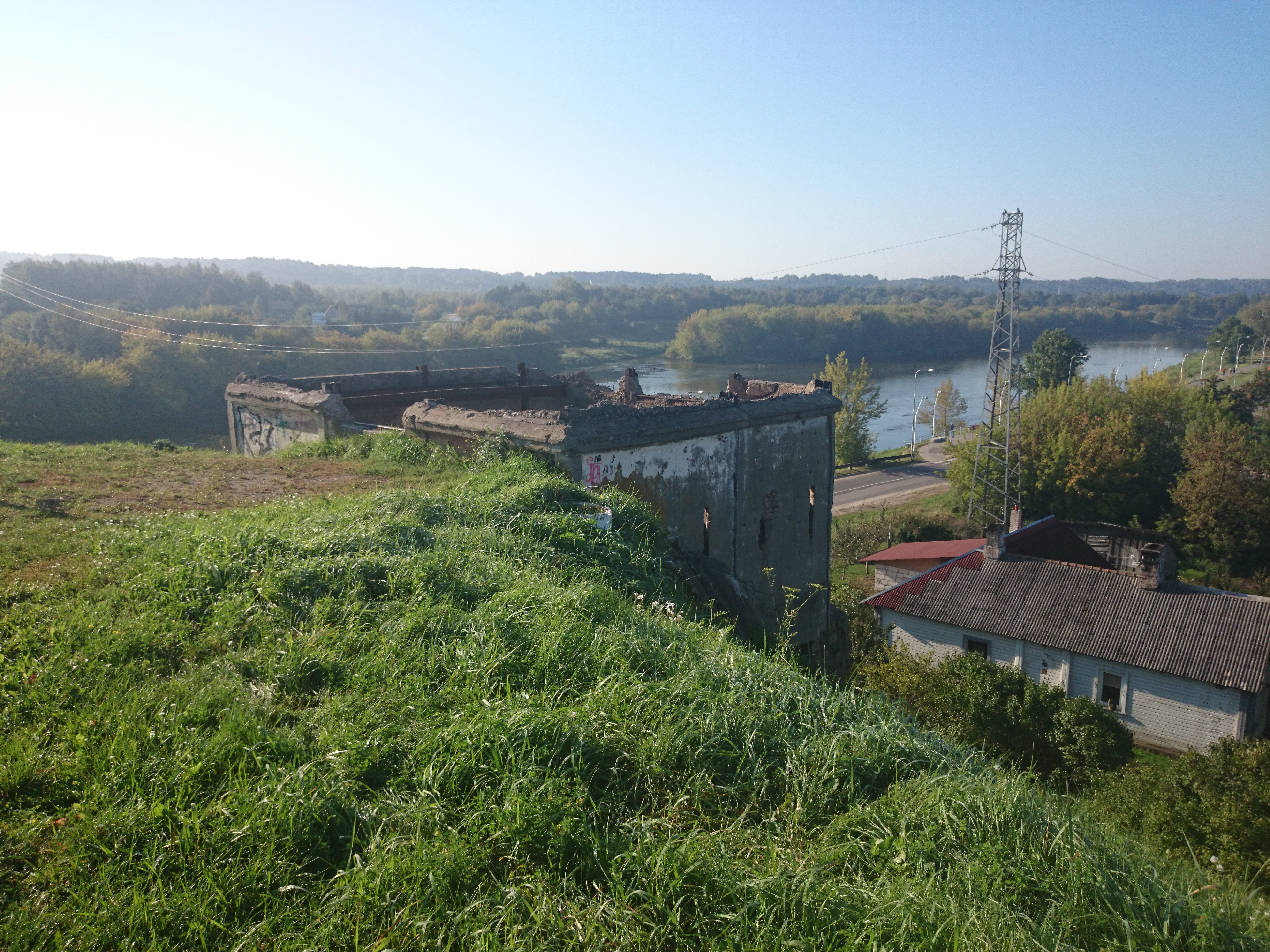
Sicht zum Fluss Neris

Die Eisenbahnbrückenbunker Jonava (lit. Jonavos geležinkelio tilto bunkeriai) sind zum Schutz der Eisenbahnbrücke Jonava errichtete Bunkeranlagen. Sie befinden sich in unmittelbarer Nähe der Brücke am Fluss Neris in der mittellitauischen Stadt Jonava (Rajongemeinde Jonava). Vier Beton-Bunker sind bis heute erhalten. Im Stadtplan Jonavas sind sie als Nr. S58, S59, S60 und S61 bezeichnet. Sie befinden sich im Territorium von AB „Lietuvos geležinkeliai“. Die Besichtigungsmöglichkeiten für touristische Zwecke sind beschränkt, da die Bunker sich im Schutzgebiet der Eisenbahn befinden. Zwei aktive Eisenbeton-Bunker wurden 1914 und zwei nach dem Ersten Weltkrieg gebaut.